# Passiflora loxensis
Passiflora loefgrenii je biljka iz porodice Passifloraceae. Ekvadorski je endem. Prema IUCN-ovom crvenom popisu razvrstana je u skupinu kojoj prijeti izumiranje, stupnja ugroženosti EN - ugrožena vrsta (IUCN 3.1).